# Robuste (1806)
Pour les articles homonymes, voir Robuste.
Le Robuste est un navire de ligne de 80 canons de classe Bucentaure de la Marine impériale française, conçu par l'ingénieur Jacques-Noël Sané, surnommé surnommé le « Vauban de la marine ».
Il est commandé par le capitaine Infernet qui s'était distingué à Trafalgar, mais surtout par le contre-amiral Julien Cosmao, adoré par ses marins et très apprécié par Napoléon, et brièvement par Montalan.

## Carrière

### Le ravitaillement de Corfou (février 1808)
En février 1808, le vice-amiral Ganteaume reçoit mission de ravitailler et renforcer Corfou. À la tête de l'escadre de la Méditerranée, il dispose des deux divisions des contre-amiraux Allemand et Cosmao Kerjulien. Ce dernier est adoré par ses marins et très apprécié par Napoléon.
Le 10 février 1808, l'escadre appareille, la division Cosmao en tête. Le Robuste est le vaisseau amiral. Le vaisseau le Borée, la corvette la Mohawk et la flûte le Var complètent l'escadre. Il avait reçu les instructions écrites (qui s'avéreront très insuffisantes) de Ganteaume lui prescrivant, s'il était séparé de l'escadre, de ne pas s'approcher seul de l'ile de Corfou et d'attendre l'escadre au point de rendez-vous fixé au Cap Sainte Marie (Santa Maria di Leuca), au sud-est du golfe de Tarente, et de se réfugier si besoin à Tarente, pour éviter tout engagement avec des forces supérieures.
Dès la sortie de Toulon, l'état de la mer est tel que la division est d'emblée séparée du reste de l'escadre. Cependant, Cosmao sur le Robuste garde sa division groupée et rejoint rapidement, le 19 février, le point de rendez-vous. En cours de route, le Robuste récupère même quelques navires de l'escadre égarés : notamment les vaisseaux le Génois et l’Annibal. Ayant aperçu des forces ennemies menaçantes, conformément aux consignes de Ganteaume, Cosmao gagne le port de Tarente où il entre le 24 février. N'ayant que des instructions très incomplètes sur la mission que devait remplir Ganteaume, il sollicite vivement des ordres du roi de Naples, Joseph Bonaparte, frère de Napoléon. Presque au même moment, le 23 février, Ganteaume entre à Corfou, sans être passé au cap Saint Marie pour rallier la division Cosmao comme prévu.
Après bien des hésitations, ignorant que Ganteaume avait rejoint Corfou, Joseph Bonaparte se décide à écrire à Cosmao de tenter d'exécuter seul ce qu'il devait faire avec le reste de l'escadre. C'est le 8 mars, aussitôt ce dernier cingle vers Corfou qu'il atteint le 12 mars, retrouvant, à son grand soulagement, le reste de l'escadre mouillée à Corfou.

### Le ravitaillement de Barcelone (avril-mai 1809)
À partir d'avril 1809, le Robuste est de nouveau vaisseau amiral d'une escadre.
Le 7 avril 1809, Cosmao Kerjulien reçoit l'ordre de Ganteaume d'organiser des renforcements à Barcelone. Le 24 avril, il prend à Toulon le commandement d'une division comprenant cinq vaisseaux: le Robuste sur lequel il pose pavillon, le Donawerth, le Génois, le Borée et le Lion, les frégates Pauline et Pénélope, ainsi que dix à douze navires de transports chargés de vivres et de munitions destinés au déblocage et à ravitailler la garnison de Barcelone alors en pleine guerre d'Espagne.
Les renseignements donnent à penser que la flotte anglaise est en Sicile ou à Malte en train de se ravitailler. Les Anglais ne sont pas non plus signalés aux Baléares (alors qu'ils y sont) et n'ont qu'une frégate de surveillance au large de Barcelone. Ils ont surtout une division comprenant plusieurs frégates est à l'ancre à proximité de Barcelone (à l'ouest).
Il est recommandé en conséquence à Cosmao Kerjulien de faire route directement sur Barcelone et de s'y attarder le moins possible. Pour le retour sur Toulon, en cas de poursuite par la flotte anglaise et pour éviter la croisière anglaise au large de Toulon, on imagine plusieurs solutions de manœuvres évasives par la Sardaigne ou la Corse.
Comme d'habitude, Cosmao conduit cette opération avec détermination et énergie, comme un véritable raid, si bien que, bénéficiant aussi d'un certain facteur chance, il mène à bien sa mission complètement en revenant à Toulon le 1er mai sans aucun incident, échappant de peu à l'escadre britannique. Mais il a su organiser sa division de manière à s'assurer d'une bonne marche, de la maîtrise du temps et d'une progression groupée qui lui a permis d'agir rapidement et d'échapper ainsi à la vigilance anglaise.
Pour une fois, le Ministre de la Marine, Decrès, lui adresse le 9 mai des félicitations par l'intermédiaire de Ganteaume  pour le succès de l'opération considérée comme très importante et souligne sa parfaite exécution : « Recevez mes félicitations sur le danger auquel a su échapper le contre-amiral Cosmao ».

### Octobre 1809 et la bataille de Maguelone
En octobre de la même année, l'escadre tente un autre convoi, cette fois-ci sous les ordres du contre-amiral François Baudin. Le 21 octobre, jour anniversaire du désastre franco-espagnol de Trafalgar, les Français sont détectés par le HMS Pomone, qui le rapporte à l'escadre de Lord Collingwood. Collingwood envoie ses trois frégates comme avant-garde et suit derrière avec 15 navires de ligne pour intercepter les Français. Le matin du 23 octobre, le HMS Volontaire détecte et signale la position de l'escadre française.
Les Britanniques donnent la chasse, mais perdent le contact. Le HMS Tigre détecte le Robuste, le Borée, le Lion et la Pauline à l'aube du 24 octobre, mais les flottes perdent de nouveau contact. Le contact est rétabli dans la matinée du 25, les Français naviguent près du rivage et dès lors, la chasse reprend. Lors de la bataille de Maguelone qui s'ensuit, le Robuste et le Lion s'échouent vers midi près de Frontignan. Après deux heures de tentatives infructueuses pour sauver les navires, Baudin ordonne leur sabordage, et ils sont incendiés dans la soirée. Ils explosent à 10h30.